# جاتو کاچی
جاتو کاچی (به اسپانیایی: Jat'u K'achi) یک کوه در پرو است که در منطقه موکگوا واقع شده‌است. جاتو کاچی ۵٬۲۰۰ متر بالاتر از سطح دریا واقع شده‌است.